# اچ‌ام‌اس رزولوشن (۱۷۷۱)
اچ‌ام‌اس رزولوشن (۱۷۷۱) (به انگلیسی: HMS Resolution (1771)) یک کشتی بود که طول آن ۱۱۰ فوت ۸ اینچ (۳۳٫۷۳ متر) بود. این کشتی در سال ۱۷۷۰ ساخته شد.